# Paul Hübner
Paul Friedrich Hübner (* 20. März 1915 in Lörrach; † 21. August 2003 in Kandern) war ein deutscher Maler, Lyriker und Schriftsteller.

## Leben

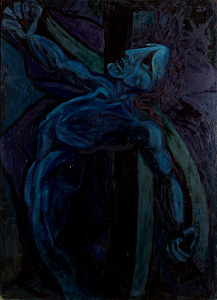
Gottverlassenheit, 1946

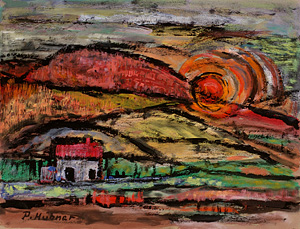
Landschaft, 1957

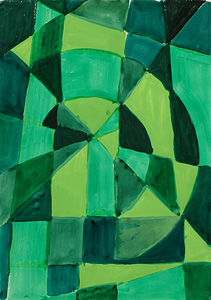
Ohne Titel, 1972

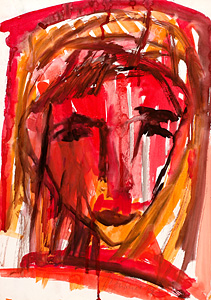
Kopf rot, 1972

Hübner wuchs als Sohn eines Fabrikarbeiters in Weil am Rhein und Basel auf. Den Besuch des Lörracher Hans-Thoma-Gymnasiums musste er aus Geldmangel abbrechen, stattdessen arbeitete Hübner nach seinem Volksschulabschluss als Chemielaborant in Basel. Mit 15 begann Hübner, erste Gedichte, Erzählungen und Entwürfe zu Dramen zu schreiben. 1934/35 unternahm Hübner eine Studienreise zu Fuß nach Italien. Nach seiner Rückkehr heiratete er 1936 die Schuhmachertochter Gertrud Hedwig Bernhard und bereitete sich privat auf das Abitur und ein Theologiestudium vor. Novellen, Gedichte und Dramen entstanden in dieser Zeit. 1938 wurde Hübner jedoch zum Reichsarbeits-, danach zum Wehrdienst und anschließend zur Kriegsteilnahme als Soldat einberufen. Ende 1941 in Lappland schwer verwundet, wurde er 1943 als Chemielaborant in seiner Heimat industrieverpflichtet und zog nach Lörrach. Hübner wandte sich nun der Malerei zu: Nach dem Zweiten Weltkrieg arbeitete Hübner als freischaffender Maler und Schriftsteller, daraufhin ab 1951 als Werbegrafiker der Schokoladenfabrik Suchard und konnte schließlich eine Lehrerausbildung machen. Diesen Beruf übte er von 1953 bis 1969 in Lörrach und Holzen aus. Danach lebte Hübner, wiederum freischaffend, in Kandern.

## Werk
Als Maler war er, obwohl Autodidakt, durchaus angesehen. Einem größeren Publikum bekannt wurde er 1947, als er in Lörrach eine Ausstellung zur Wiederbelebung der freien Kunst nach der Zeit des Nationalsozialismus organisierte und zusammen mit anderen Künstlern bestückte und an einer Ausstellung der Badischen Secession teilnahm. Seine in starken Farben gehaltenen, expressiven und teils ungegenständlichen Gemälde wurden u. a. in Baden-Baden, Basel, Freiburg im Breisgau, München und Sens (Frankreich) ausgestellt.
Thema von Hübners Gemälden war in den 1940er Jahren zunächst Leiden und Trauer. In den 1950er Jahren wandte er sich religiösen Themen zu, vor allem aber der expressiven Landschaftsmalerei und Darstellung von Dorf- und Stadtansichten, die er bis in die 1970er Jahre beibehielt. In den 1960er Jahren kamen Porträts und Kopfansichten in zunehmend abstrakter Form hinzu. Mit Beginn der 1970er Jahre wandte sich Paul Hübner endgültig der ungegenständlichen Malerei zu.
Als Schriftsteller hat Hübner mehrere Bücher in Lyrik und Prosa veröffentlicht. Die 1948 erschienene Erzählung Aus dem Wanderleben des T. Balder war sein Erstlingswerk. Die größte Beachtung fand sein 1985 veröffentlichtes Lappland-Tagebuch 1941, sein heimlich geschriebenes Kriegstagebuch, in dem er den Widerspruch zwischen der atemberaubenden Schönheit der arktischen Landschaft und den Schrecken des Krieges verarbeitete.

## Schriften
- Aus dem Wanderleben des T. Balder, Erzählung. Rebmann-Verlag, Lörrach 1948
- Der Taschenkrebs, Erzählung (unter dem Pseudonym „Paul Friedrich“). In: Die Erzählung (Konstanz), 4, 1950
- In Raum und Zeit. Lyrik und Prosa. J. G. Bläschke, Darmstadt 1978
- Der Berg, Roman. Ried, Kandern 1984, ISBN 3-924567-01-8
- Zur Frage nach dem Wesen des Menschen. Beiläufige Notizen aus Erfahrungen und Intuitionen. Ried, Kandern 1984, ISBN 3-924567-00-X
- Lappland-Tagebuch 1941. Ried, Kandern 1985, ISBN 3-924567-02-6
- Gedichte 1936–1948. Resin, Binzen 1993, ISBN 3-923066-35-X